# Bauma (Szwajcaria)
Bauma (gzu. Baume) – miejscowość i gmina (Politische Gemeinde) w północnej Szwajcarii, w kantonie Zurych, w okręgu (Bezirk) Pfäffikon. Leży nad rzeką Töss. 1 stycznia 2015 do gminy przyłączono gminę Sternenberg.

## Demografia
W Baumie mieszkają 4924 osoby. W 2022 roku 16% populacji gminy stanowiły osoby urodzone poza Szwajcarią.

## Transport
Przez teren gminy przebiegają drogi główne nr 15, nr 337, nr 724, nr 806 i nr 808.